# Olympiabakken
Der Olympiabakken ist eine Skipiste im Wintersportgebiet Kvitfjell und liegt im Gemeindegebiet von Ringebu in Norwegen. Sie ist seit 1993 Schauplatz von Rennen des Alpinen Skiweltcups.

## Geschichte
Bei den Olympischen Winterspielen 1994 von Lillehammer fanden Abfahrt und Super-G sowie die Kombinationsabfahrt der Herren und Damen in Kvitfjell statt, die übrigen Rennen wurden im Wintersportgebiet Hafjell ausgetragen. In den Jahren 1996 und 2003 war Kvitfjell gemeinsam mit Hafjell Veranstaltungsort des Weltcupfinales.
Der Olympiabakken gehört zu jenen Weltcuppisten, die von Bernhard Russi konzipiert wurden. Mit dieser Piste setzte sich seine Haltung durch, wonach eine Abfahrtspiste nicht einfach nur schnell sein muss, sondern mit lang gezogenen Kurven und Sprüngen attraktiv gestaltet werden kann.

## Verkehr
Für die Olympischen Winterspiele 1994 wurde an der durch die Olympiaanlagen führenden Bahnstrecke Trondheim–Oslo direkt unterhalb des Abfahrtshanges ein Haltepunkt angelegt.

## Siegerliste Herren
| Jahr | Abfahrt                                                                      | Super-G                                                          | Kombination    |
| ---- | ---------------------------------------------------------------------------- | ---------------------------------------------------------------- | -------------- |
| 1993 | Adrien Duvillard (1. Abfahrt) Armin Assinger (2. Abfahrt)                    | Kjetil André Aamodt                                              |                |
| 1994 | Tommy Moe                                                                    | Markus Wasmeier                                                  | Lasse Kjus     |
| 1995 | Kyle Rasmussen                                                               | Werner Perathoner                                                |                |
| 1996 | Lasse Kjus                                                                   | Kjetil André Aamodt                                              |                |
| 1997 | Lasse Kjus                                                                   | Josef Strobl                                                     |                |
| 1998 | Nicolas Burtin                                                               | Hans Knauß                                                       |                |
| 1999 | Andreas Schifferer (1. Abfahrt) Andreas Schifferer (2. Abfahrt)              | Hermann Maier                                                    |                |
| 2000 | Daron Rahlves (1. Abfahrt) Daron Rahlves (2. Abfahrt)                        | Kristian Ghedina                                                 |                |
| 2001 | Hermann Maier (1. Abfahrt) Stephan Eberharter (2. Abfahrt)                   | Hermann Maier                                                    |                |
| 2002 | Hannes Trinkl                                                                | Alessandro Fattori                                               |                |
| 2003 | Antoine Dénériaz                                                             | Stephan Eberharter                                               |                |
| 2004 | Stephan Eberharter                                                           | Daron Rahlves                                                    |                |
| 2005 | Hermann Maier                                                                | Hermann Maier                                                    |                |
| 2007 | Didier Cuche                                                                 | Hans Grugger                                                     | Benjamin Raich |
| 2008 | Werner Heel (1. Abfahrt) Bode Miller (2. Abfahrt)                            | Georg Streitberger                                               |                |
| 2009 | Manuel Osborne-Paradis (1. Abfahrt) Klaus Kröll (2. Abfahrt)                 |                                                                  |                |
| 2010 | Didier Cuche                                                                 | Erik Guay                                                        |                |
| 2011 | Beat Feuz (1. Abfahrt) Michael Walchhofer (2. Abfahrt)                       | Didier Cuche                                                     |                |
| 2012 | Klaus Kröll                                                                  | Beat Feuz & Klaus Kröll (1. Super-G) Kjetil Jansrud (2. Super-G) |                |
| 2013 | Adrien Théaux                                                                | Aksel Lund Svindal                                               |                |
| 2014 | Kjetil Jansrud                                                               | Kjetil Jansrud                                                   |                |
| 2015 | Hannes Reichelt                                                              | Kjetil Jansrud                                                   |                |
| 2016 | Dominik Paris                                                                | Kjetil Jansrud                                                   |                |
| 2017 | Boštjan Kline                                                                | Peter Fill                                                       |                |
| 2018 | Thomas Dreßen                                                                | Kjetil Jansrud                                                   |                |
| 2019 | Dominik Paris                                                                | Dominik Paris                                                    |                |
| 2020 | Matthias Mayer                                                               |                                                                  |                |
| 2022 | Cameron Alexander & Niels Hintermann (1. Abfahrt) Dominik Paris (2. Abfahrt) | Aleksander Aamodt Kilde                                          |                |
| 2024 | Niels Hintermann                                                             | Vincent Kriechmayr                                               |                |

## Siegerliste Damen
| Jahr | Abfahrt            | Super-G                                                      | Kombination     |
| ---- | ------------------ | ------------------------------------------------------------ | --------------- |
| 1994 | Katja Seizinger    | Diann Roffe-Steinrotter                                      | Pernilla Wiberg |
| 1996 | Heidi Zurbriggen   | Ingeborg Helen Marken                                        |                 |
| 2003 | Renate Götschl     | Karen Putzer                                                 |                 |
| 2023 | Kajsa Vickhoff Lie | Cornelia Hütter (1. Super-G) Nina Ortlieb (2. Super-G)       |                 |
| 2024 |                    | Lara Gut-Behrami (1. Super-G) Federica Brignone (2. Super-G) |                 |